# Luvanjärvi
Luvanjärvi är en sjö i Finland. Den ligger i kommunen Hyrynsalmi i landskapet Kajanaland, i den centrala delen av landet, 500 km norr om huvudstaden Helsingfors. Luvanjärvi ligger 170,7 meter över havet. Den är 24 meter djup. Arean är 8,41 kvadratkilometer och strandlinjen är 29,83 kilometer lång. Sjön  ingår i Uleälvens huvudavrinningsområde. 